# Кофейница
«Кофейница» — либретто к комической опере в трёх действиях, написанное 15—16-летним И. А. Крыловым в 1783—1784 годах. Является самым ранним произведением автора, дошедшим до нас. Пьеса впервые была напечатана Я. К. Гротом в 1869 году в «Сборнике Отделения русского языка и словесности Академии Наук» (том 6, стр. 219—272).

## История произведения
Основой для написания либретто стала статья И. И. Новикова о гадалке на кофейной гуще, вышедшая в сатирическом журнале «Живописец» в 1772 году и переизданная в 1781 году. Статья будто является кратким содержанием произведения Крылова, которую автор усложняет образами, которые уже существуют в комической опере: исследователи отмечают подражание Николеву и Княжнину. Идейно произведение сходно и с пьесой «Недоросль» Фонвизина. Молодой Крылов пропускает через себя опыт своих старших коллег, «усваивая принципы построения сюжета, системы образов, особенности характеров и интриги, собственно жанровую специфику».
В 1784 году 16-летний автор, узнав о любителе музыки с добрым нравом, содержащем типографию, Брейткопфе, принёс ему свой труд «Кофейница», чтобы тот, положив произведение на музыку дал ход постановке оперы. Брейткопф предложил молодому человеку 60 рублей за его творение, но автор взял литературными книгами авторства Расина, Мольера и Буало. Ход опере так дан и не был. По прошествии 30 лет, когда Крылов снова встретился с Брейткопфом, он получил свой юношеский труд обратно.
Фаддей Булгарин отмечал, что Крылов говорил, что данную пьесу «списывал с натуры». Кофейницы были обычным явлением Петровской эпохи, а повадки крестьянской среды и быт помещиков молодой автор наблюдал в Твери и окрестностях.

## Сюжет
В своём самом раннем произведении автор уже точно определил себя как «обличителя современных нравов». В пьесе «Кофейница» молодой Крылов поднимает антикрепостническую тему, высмеивая отношения помещиков и крепостных и их нравы.
В начале пьесы показаны влюблённые крепостные Пётр и Анюта, которые готовятся к свадьбе. Но Приказчик, сам имеющий виды на Анюту, пытается девушку отбить, но она ему отказывает. Приказчик, подговорив гадалку на кофейной гуще, сваливает на Петра воровство двенадцати серебряных ложек. Гадалка искусно обманывает барыню, наговаривая правдивые факты из её жизни. Барыня сначала приказывает бить Петра палками до тех пор, пока ложки не вернёт, но потом отдать в солдаты, чтоб наказать за воровство. Отец Анюты вступается за будущего зятя и упрашивает барыню заплатить за ложки. Она соглашается, но по уговору Приказчика, собирается сделать Петра лакеем (то есть он не сможет жить с молодой женой, так как будет у барыни в услужении). Во время расплаты Приказчика с Кофейницей серебряными ложками входит помещица и понимает, что они её обманули и Петра оболгали. Помещица отправляет Приказчика в солдаты, Кофейницу в тюрьму, а Петра делает новым приказчиком. Всё заканчивается предвкушением веселья на свадьбе Петра и Анюты.
Автор подчёркивает верность и чистоту крестьянской девушки в противовес помещице: Анюта краснеет и стыдится при разговоре с Петром, а Приказчику очень твёрдо противостоит. Гадалка же говорит, что в прошлом помещицы было много довольных любовников, на что та лишь хихикает и подтверждает. Весьма однозначно автором демонстрируется важность денег для помещицы и приказчика: Новомодова привирает цену на серебряные ложки, чтоб побольше с крестьян содрать, просчитывает, как бы ей больше денег получить с крестьян, ну а Приказчик очень неохотно расстаётся с украденными ложками, даже во имя «любви» к Анюте.